# Franco Ghiglia
Franco Ghiglia (Imperia, 18 aprile 1926 – Pontedassio, 5 aprile 1945) è stato un partigiano italiano, medaglia d'oro al valor militare alla memoria.

## Biografia
Era entrato giovanissimo nel distaccamento "Walter Berio" della 4ª Brigata Garibaldi della II Divisione "Felice Cascione". Le sue imprese gli valsero il nome di battaglia di "Gigante", ma una di queste (avvenuta l'8 gennaio 1945), gli fu fatale. "Gigante" e i suoi si erano scontrati con i nazifascisti nelle vicinanze di Costa d'Oneglia. Due tedeschi erano rimasti sul terreno e i partigiani, prima di allontanarsi, avevano sepolto i due caduti. A quello scontro seguì, dopo una settimana, un massiccio rastrellamento nella zona.
Franco Ghiglia e i suoi riuscirono a sganciarsi, ma "Gigante" era stato raggiunto da un proiettile ad una gamba. Costretto all'immobilità e riparato con altri quattro patrioti in un fienile, il 7 marzo il giovane vi fu sorpreso dalle SS. Qualcuno si lasciò sfuggire dell'episodio di due mesi prima e per Ghiglia fu l'inizio tormentoso della fine. Condotto zoppicante, con un altro prigioniero, sul luogo dove erano stati sepolti i due militari tedeschi, "Gigante" e il suo compagno furono costretti a scavare e a riesumare le salme. Con i due corpi in decomposizione sulle spalle, i prigionieri dovettero trasportarli per chilometri sino a un cimitero. Qui, sfiniti e continuamente bastonati, i partigiani dovettero scavare due fosse e procedere ad una nuova inumazione. Ma per "Gigante" non era ancora finita: per tutta la notte il ragazzo fu torturato dal maresciallo delle SS Mayerling, per estorcergli i nomi dei capi partigiani e notizie sulla dislocazione del Comando.
Non una parola uscì dalle labbra di Ghiglia che, all'indomani, fu portato in località Cava Rossa. Qui i tedeschi fissarono una corda ad un albero di ulivo e infilarono il collo di "Gigante" nel cappio. Il sottufficiale tedesco si avvicinò al giovane, promettendogli la grazia se avesse parlato. Il ragazzo - come ebbe poi a raccontare un suo compagno, fortunosamente salvatosi dalla forca - fece come un segno di assenso, ma quando il tedesco gli andò a ridosso per sentire che cosa avrebbe detto, Ghiglia gli sputò in faccia. Il cadavere del giovane partigiano fu lasciato penzolare per due giorni dall'ulivo. Dopo la Liberazione, a memoria del fatto, un cippo è stato eretto alla periferia di Castelvecchio di Santa Maria Maggiore, nel luogo dell'impiccagione.